# Sweetwater Jazz Band
Quintetto jazz, o più specificamente New Orleans Jazz, fondato da Michael Supnick nel 1997.

## Il gruppo
La Sweetwater Jazz Band nasce da un'idea di Michael Supnick, con l'intento di riproporre il repertorio dei piccoli gruppi di New Orleans degli anni 1910 - 1927.
Il Gruppo è composto da cornetta, sassofono e clarinetto, banjo, basso tuba, e batteria. Alcuni dei membri del gruppo si esibiscono anche alla voce.

## CD
- 1997 Classic Jazz, Helikonia
- 2005 Un Americano A Roma, con l'ospite Lino Patruno, Helikonia
- 2010 Michael Supnick Christmas Album, con ospiti Renzo Arbore e Arturo Valiante, prodotto da Francesco Digilio SIFARE EDIZIONI MUSICALI
- 2011 Michael Supnick e La Sweetwater Jazz Band Live, Vol. 1 SIFARE EDIZIONI MUSICALI
- 2011 Michael Supnick e La Sweetwater Jazz Band Live, Vol. 2 SIFARE EDIZIONI MUSICALI

## CD Raccolte
- 2002 Traditional Jazz Studio Pavel Smetáček 1961 - 1999, Frantisek Rychtareik (Repubblica Ceca)
- 2013 Jazz Big Band Classics: Essential Dixieland Collection Believe Digital
- 2013 The Christmas Jazz Collection - Various artists Believe Digital
- 2014 Renzo Arbore And Friends Gazebo Giallo

## Trasmissioni televisive RAI
- 2014 Concerto di Natale con il brano Blue Christmas cantato da Renzo Arbore, Raidue